# Escuts oficials de les demarcacions provincials de Catalunya
En aquest article s'apleguen els escuts oficials de les demarcacions provincials de Catalunya.
L'any 1981, la Generalitat de Catalunya va assumir la competència d'oficialitzar els símbols dels ens locals. Només dues demarcacions de les quatre han oficialitzat el seu escut.
El 15 d'abril del 1987 es promulgà una primera llei (la 8/1987) , que fixava la normativa per a la denominació, els símbols i el registre dels ens locals.
A l'hora de definir com havien de ser els escuts oficials de les comarques, aquesta llei fixava, entre altres coses, una forma, la caironada, així com la corona mural que havien de dur, que en el cas de les diputacions ha de tenir el llenç de muralla sense portes i realçat per setze torres merletades (se'n veuen nou) unides fins a la meitat de llur alçària per un mur sense merlets.
El 26 de juny del 2007 es va aprovar un nou decret (el 139/2007) , on s'ampliava, es complementava i es corregien aspectes de l'anterior llei.

Escuts oficials de les demarcacions provincials de Catalunya
Girona
Lleida
Barcelona
Tarragona